# Domosclerus auriculatus
Domosclerus auriculatus är en mossdjursart som först beskrevs av Jean-Loup d'Hondt och Schopf 1984.  Domosclerus auriculatus ingår i släktet Domosclerus och familjen Bifaxariidae. Inga underarter finns listade i Catalogue of Life.